# Calcotal·lita
La calcotal·lita és un mineral de la classe dels sulfurs. El seu nom fa referència a la seva composició química.

## Característiques
La calcotal·lita és un sulfur de fórmula química Tl₂(Cu,Fe)₆SbS₄. Cristal·litza en el sistema tetragonal. La seva duresa a l'escala de Mohs és 2 a 2,5.
Segons la classificació de Nickel-Strunz, la calcotal·lita pertany a «02.BD: Sulfurs metàl·lics, M:S > 1:1 (principalment 2:1), amb Hg, Tl» juntament amb els següents minerals: imiterita, gortdrumita, balcanita, danielsita, donharrisita, carlinita, bukovita, murunskita, talcusita, rohaïta, sabatierita, crookesita i brodtkorbita.

## Formació i jaciments
Es troba en vetes d'ussinguita en sienites sodalítiques poiquilítiques. Ha estat descrita només a la seva localitat tipus, a Groenlàndia.